# Мунайшинський сільський округ
Мунайши́нський сільський округ (каз. Мұнайшы ауылдық округі, рос. Мунайшинский сельский округ) — адміністративна одиниця у складі Каракіянського району Мангистауської області Казахстану. Адміністративний центр та єдиний населений пункт — село Мунайши.
Населення — 5209 осіб (2021; 4647 у 2009, 3065 у 1999, 3754 у 1989).
Станом на 1989 рік існувала Мунайшинська селищна рада (смт Мунайши).